# 达延鄂齐尔汗
达延鄂齐尔汗（1596年—1668年），又称達顔汗，藏名丹增多杰（藏語：བསྟན་འཛིན་རྡོ་རྗེ་，威利转写：Bstan 'dzin rdo rje，藏语拼音：Tenzin Dorje），是衛拉特蒙古（西蒙古厄鲁特）和硕特部人，和硕特汗国第二任可汗，固始汗的长子。
达延鄂齐尔在固始汗开拓青海、击败了噶举派的藏巴汗的过程中立下战功。1646年，固始汗向清朝进贡，他附名在后。1654年十二月，固始汗去世，诸子争权，后来各方妥协，达延鄂齐尔继承汗位。三年后，抵达拉萨就任，五世达赖为他赐汗号丹津达延汗。在任期间，可汗的权力削弱，五世达赖扩大了他在世俗的权力。1668年3月12日，达延鄂齐尔汗去世。他多次向清朝进贡，死后清朝遣官致祭。